# Comuna Sloboda-Șarhorodska, Șarhorod
Sloboda-Șarhorodska (în ucraineană Слобода-Шаргородська) este o comună în raionul Șarhorod, regiunea Vinnița, Ucraina, formată din satele Budne, Hrelivka și Sloboda-Șarhorodska (reședința).

## Demografie
Componența lingvistică a satului Sloboda-Șarhorodska
     Ucraineană (99,37%)
     Alte limbi (0,63%)
Conform recensământului din 2001, majoritatea populației satului Sloboda-Șarhorodska era vorbitoare de ucraineană (99,37%), existând în minoritate și vorbitori de alte limbi.